# 2008年北京オリンピックのベネズエラ選手団
2008年北京オリンピックのベネズエラ選手団（2008ねんペキンオリンピックのベネズエラせんしゅだん）は、2008年8月8日から8月24日にかけて中国の北京を主として開催された2008年北京オリンピックのベネズエラ選手団、およびその競技結果。

## 概要
今大会は銅メダル1個を獲得した。

## メダル獲得者
| メダル | 選手名                           | 競技       | 種目       |
| ------ | -------------------------------- | ---------- | ---------- |
| 銅     | ダリア・コントレーラス・リベーロ | テコンドー | 女子49kg級 |

## 水泳

### 競泳
男子
- クロックス・アクーニャ （200m自由形・予選敗退）

## テニス
女子
- ミラグロス・セケラ （シングルス・1回戦途中棄権）

## バレーボール
- バレーボールベネズエラ男子代表
- バレーボールベネズエラ女子代表

## ウエイトリフティング
女子
- フディート・チャコン （53kg級・9位）

## ソフトボール
- ベネズエラチーム

## テコンドー
女子
- ダリア・コントレーラス・リベーロ （49kg級・銅メダル）